# Lepadidae
Famille
Les Lepadidae sont une famille de crustacés cirripèdes de l'ordre des Pedunculata.

## Liste des genres
Selon World Register of Marine Species (24 avril 2014) :
- genre Conchoderma von Olfers, 1814 -- 4 espèces actuelles
- genre Dosima Gray, 1825 -- 2 espèces
- genre Hyalolepas Annandale, 1909 -- genre vide
- genre Lepas Linnaeus, 1758 -- 14 espèces
- genre Pristinolepas Buckeridge, 1983 †

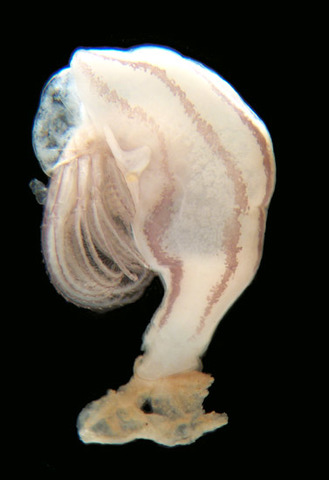
Conchoderma virgatum
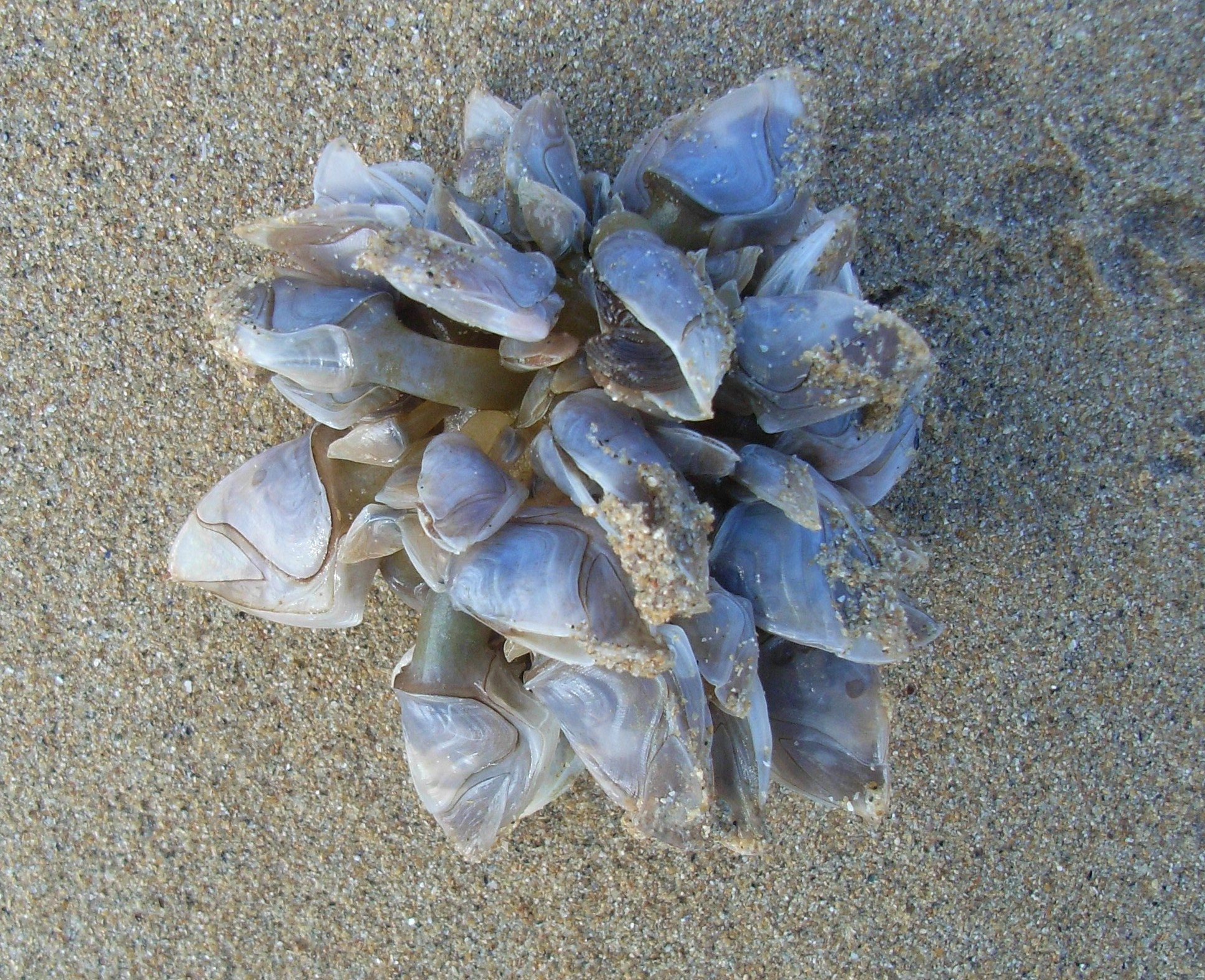
Dosima fascicularis
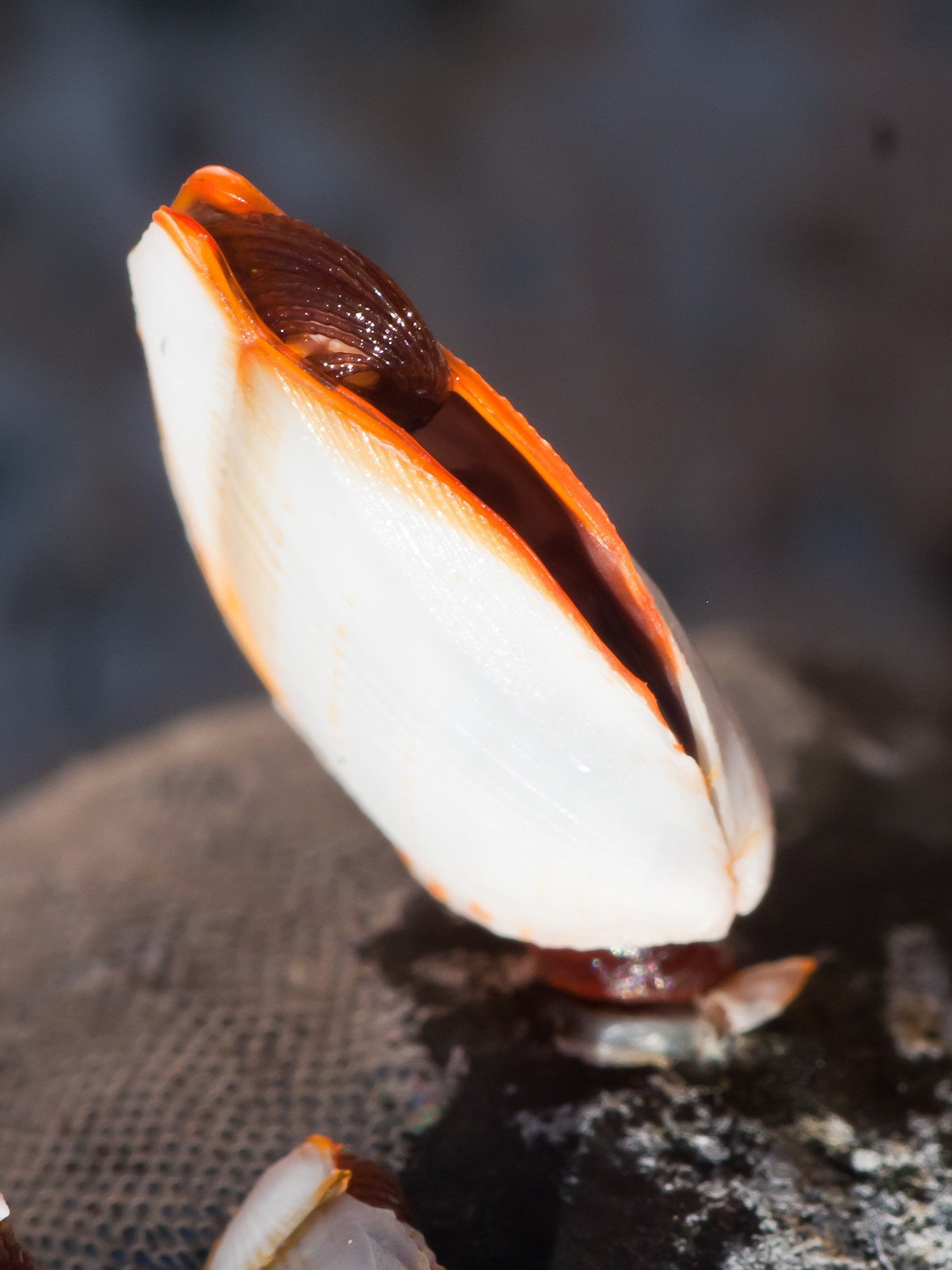
Lepas anatifera
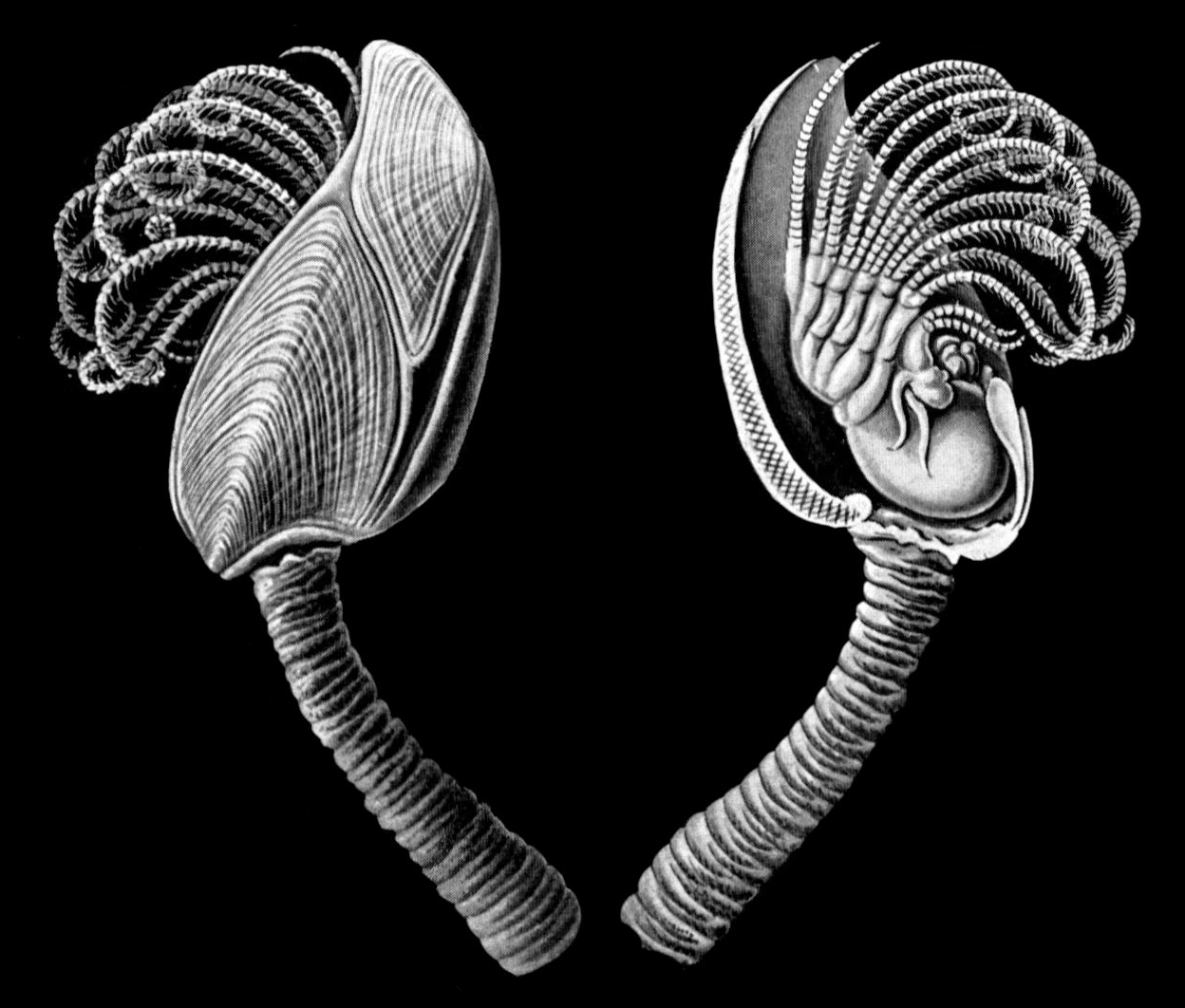
Dessins de Lepas anatifera entier et en coupe par Ernst Haeckel.
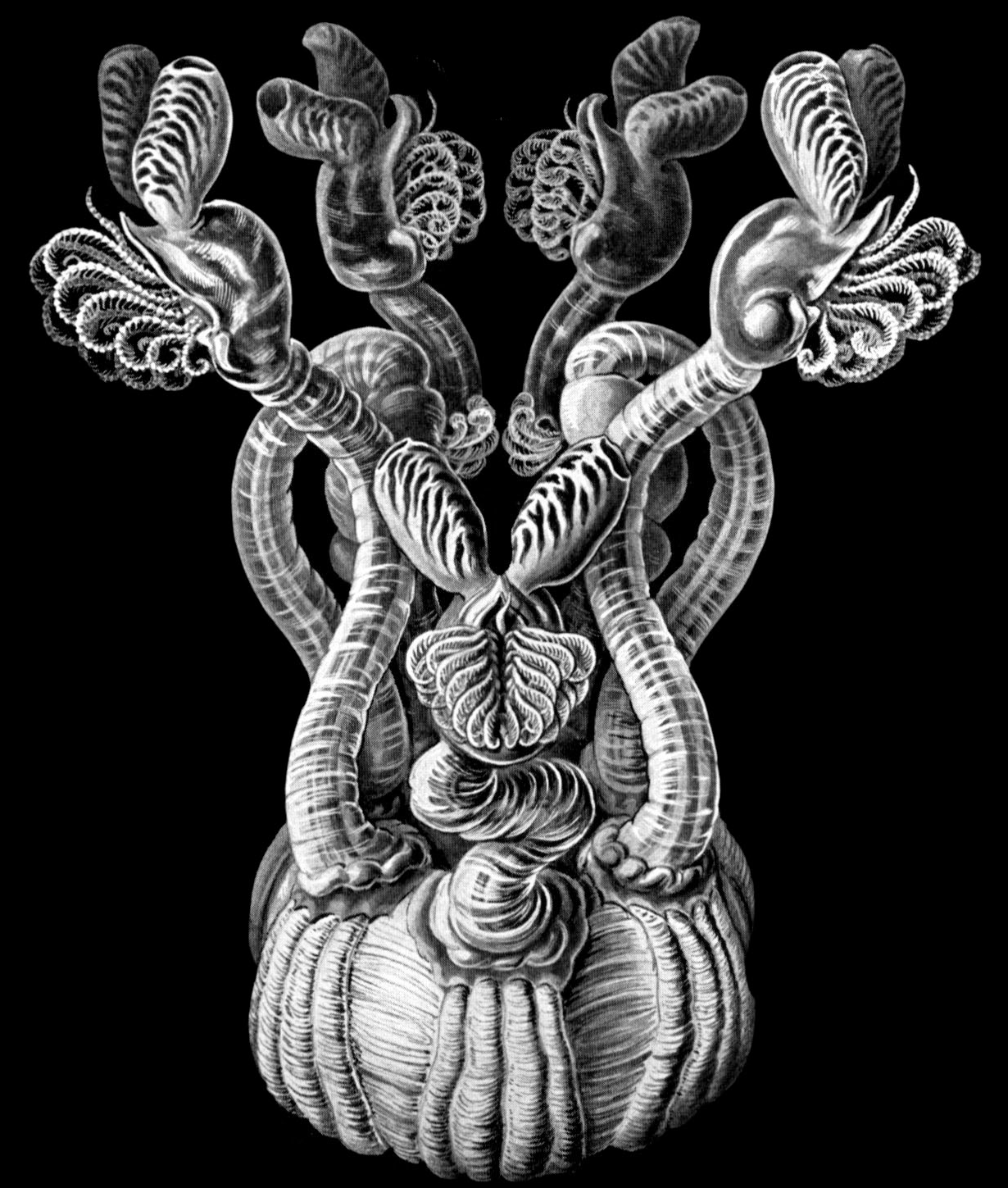
Conchoderma auritum par Ernst Haeckel.